# Eleições legislativas portuguesas de 1995 no distrito de Vila Real
| Eleições legislativas portuguesas de 1995 Distritos: Aveiro \| Beja \| Braga \| Bragança \| Castelo Branco \| Coimbra \| Évora \| Faro \| Guarda \| Leiria \| Lisboa \| Portalegre \| Porto \| Santarém \| Setúbal \| Viana do Castelo \| Vila Real \| Viseu \| Açores \| Madeira \| Estrangeiro |

## Resultados por Concelho
Os resultados nos concelhos do Distrito de Vila Real foram os seguintes:

### Alijó
| Partido                 | Partido                        | Votos  | %               | +/-  |
| ----------------------- | ------------------------------ | ------ | --------------- | ---- |
|                         | Partido Social Democrata       | 4 084  | 45,62 / 100,00  | 9,34 |
|                         | Partido Socialista             | 3 583  | 40,02 / 100,00  | 9,89 |
|                         | Partido Popular                | 692    | 7,73 / 100,00   | 2,40 |
|                         | Coligação Democrática Unitária | 169    | 1,89 / 100,00   | 0,99 |
|                         | Outros                         | 222    | 2,48 / 100,00   |      |
| Votos Inválidos         | Votos Inválidos                | 202    | 2,25 / 100,00   | 0,26 |
| Total                   | Total                          | 8 952  | 100,00 / 100,00 |      |
| Eleitorado/Participação | Eleitorado/Participação        | 14 464 | 61,89 / 100,00  | 1,58 |

### Boticas
| Partido                 | Partido                        | Votos | %               | +/-  |
| ----------------------- | ------------------------------ | ----- | --------------- | ---- |
|                         | Partido Social Democrata       | 2 580 | 58,41 / 100,00  | 7,49 |
|                         | Partido Socialista             | 1 439 | 32,58 / 100,00  | 9,24 |
|                         | Partido Popular                | 148   | 3,35 / 100,00   | 0,28 |
|                         | Coligação Democrática Unitária | 52    | 1,18 / 100,00   | 1,40 |
|                         | Outros                         | 93    | 2,11 / 100,00   |      |
| Votos Inválidos         | Votos Inválidos                | 105   | 2,38 / 100,00   | 0,14 |
| Total                   | Total                          | 4 417 | 100,00 / 100,00 |      |
| Eleitorado/Participação | Eleitorado/Participação        | 7 598 | 58,13 / 100,00  | 1,92 |

### Chaves
| Partido                 | Partido                        | Votos  | %               | +/-   |
| ----------------------- | ------------------------------ | ------ | --------------- | ----- |
|                         | Partido Social Democrata       | 12 473 | 47,87 / 100,00  | 14,42 |
|                         | Partido Socialista             | 10 140 | 38,92 / 100,00  | 12,49 |
|                         | Partido Popular                | 1 735  | 6,66 / 100,00   | 2,90  |
|                         | Coligação Democrática Unitária | 527    | 2,02 / 100,00   | 0,26  |
|                         | Outros                         | 532    | 2,04 / 100,00   |       |
| Votos Inválidos         | Votos Inválidos                | 648    | 2,49 / 100,00   | 0,09  |
| Total                   | Total                          | 26 055 | 100,00 / 100,00 |       |
| Eleitorado/Participação | Eleitorado/Participação        | 43 045 | 60,53 / 100,00  | 0,51  |

### Mesão Frio
| Partido                 | Partido                        | Votos | %               | +/-   |
| ----------------------- | ------------------------------ | ----- | --------------- | ----- |
|                         | Partido Social Democrata       | 1 297 | 43,12 / 100,00  | 21,14 |
|                         | Partido Socialista             | 1 274 | 42,35 / 100,00  | 20,03 |
|                         | Partido Popular                | 252   | 8,38 / 100,00   | 4,00  |
|                         | Coligação Democrática Unitária | 55    | 1,83 / 100,00   | 1,29  |
|                         | Outros                         | 66    | 2,19 / 100,00   |       |
| Votos Inválidos         | Votos Inválidos                | 64    | 2,13 / 100,00   | 0,01  |
| Total                   | Total                          | 3 008 | 100,00 / 100,00 |       |
| Eleitorado/Participação | Eleitorado/Participação        | 4 717 | 63,77 / 100,00  | 1,81  |

### Mondim de Basto
| Partido                 | Partido                        | Votos | %               | +/-   |
| ----------------------- | ------------------------------ | ----- | --------------- | ----- |
|                         | Partido Social Democrata       | 2 261 | 50,29 / 100,00  | 13,77 |
|                         | Partido Socialista             | 1 132 | 25,18 / 100,00  | 9,41  |
|                         | Partido Popular                | 799   | 17,77 / 100,00  | 4,59  |
|                         | Coligação Democrática Unitária | 85    | 1,89 / 100,00   | 0,10  |
|                         | Outros                         | 155   | 3,45 / 100,00   |       |
| Votos Inválidos         | Votos Inválidos                | 64    | 1,43 / 100,00   | 0,07  |
| Total                   | Total                          | 4 496 | 100,00 / 100,00 |       |
| Eleitorado/Participação | Eleitorado/Participação        | 7 821 | 57,49 / 100,00  | 3,29  |

### Montalegre
| Partido                 | Partido                        | Votos  | %               | +/-   |
| ----------------------- | ------------------------------ | ------ | --------------- | ----- |
|                         | Partido Social Democrata       | 4 300  | 48,29 / 100,00  | 14,17 |
|                         | Partido Socialista             | 3 825  | 42,96 / 100,00  | 14,81 |
|                         | Partido Popular                | 299    | 3,36 / 100,00   | 1,16  |
|                         | Coligação Democrática Unitária | 102    | 1,15 / 100,00   | 0,58  |
|                         | Outros                         | 183    | 2,05 / 100,00   |       |
| Votos Inválidos         | Votos Inválidos                | 195    | 2,19 / 100,00   | 0,17  |
| Total                   | Total                          | 8 904  | 100,00 / 100,00 |       |
| Eleitorado/Participação | Eleitorado/Participação        | 15 765 | 56,48 / 100,00  | 1,47  |

### Murça
| Partido                 | Partido                        | Votos | %               | +/-   |
| ----------------------- | ------------------------------ | ----- | --------------- | ----- |
|                         | Partido Social Democrata       | 1 915 | 43,84 / 100,00  | 13,48 |
|                         | Partido Socialista             | 1 599 | 36,61 / 100,00  | 12,73 |
|                         | Partido Popular                | 583   | 13,35 / 100,00  | 2,86  |
|                         | Coligação Democrática Unitária | 50    | 1,14 / 100,00   | 0,84  |
|                         | Outros                         | 118   | 2,70 / 100,00   |       |
| Votos Inválidos         | Votos Inválidos                | 103   | 2,36 / 100,00   | 0,22  |
| Total                   | Total                          | 4 368 | 100,00 / 100,00 |       |
| Eleitorado/Participação | Eleitorado/Participação        | 7 431 | 58,78 / 100,00  | 0,77  |

### Peso da Régua
| Partido                 | Partido                        | Votos  | %               | +/-   |
| ----------------------- | ------------------------------ | ------ | --------------- | ----- |
|                         | Partido Socialista             | 4 876  | 50,39 / 100,00  | 19,00 |
|                         | Partido Social Democrata       | 3 170  | 32,76 / 100,00  | 20,68 |
|                         | Partido Popular                | 903    | 9,33 / 100,00   | 4,37  |
|                         | Coligação Democrática Unitária | 348    | 3,60 / 100,00   | 0,54  |
|                         | Outros                         | 185    | 1,91 / 100,00   |       |
| Votos Inválidos         | Votos Inválidos                | 194    | 2,01 / 100,00   | 0,13  |
| Total                   | Total                          | 9 676  | 100,00 / 100,00 |       |
| Eleitorado/Participação | Eleitorado/Participação        | 15 667 | 61,76 / 100,00  | 0,42  |

### Ribeira de Pena
| Partido                 | Partido                  | Votos | %               | +/-   |
| ----------------------- | ------------------------ | ----- | --------------- | ----- |
|                         | Partido Social Democrata | 2 249 | 51,88 / 100,00  | 13,51 |
|                         | Partido Socialista       | 1 552 | 35,80 / 100,00  | 13,57 |
|                         | Partido Popular          | 292   | 6,74 / 100,00   | 1,90  |
|                         | Outros                   | 163   | 3,76 / 100,00   |       |
| Votos Inválidos         | Votos Inválidos          | 79    | 1,82 / 100,00   | 0,30  |
| Total                   | Total                    | 4 335 | 100,00 / 100,00 |       |
| Eleitorado/Participação | Eleitorado/Participação  | 7 785 | 55,68 / 100,00  | 0,02  |

### Sabrosa
| Partido                 | Partido                        | Votos | %               | +/-   |
| ----------------------- | ------------------------------ | ----- | --------------- | ----- |
|                         | Partido Social Democrata       | 2 224 | 49,30 / 100,00  | 16,09 |
|                         | Partido Socialista             | 1 666 | 36,93 / 100,00  | 14,37 |
|                         | Partido Popular                | 307   | 6,81 / 100,00   | 3,61  |
|                         | Coligação Democrática Unitária | 96    | 2,13 / 100,00   | 0,68  |
|                         | Outros                         | 119   | 2,64 / 100,00   |       |
| Votos Inválidos         | Votos Inválidos                | 99    | 2,20 / 100,00   | 0,07  |
| Total                   | Total                          | 4 511 | 100,00 / 100,00 |       |
| Eleitorado/Participação | Eleitorado/Participação        | 7 250 | 62,22 / 100,00  | 3,78  |

### Santa Marta de Penaguião
| Partido                 | Partido                        | Votos | %               | +/-   |
| ----------------------- | ------------------------------ | ----- | --------------- | ----- |
|                         | Partido Socialista             | 2 872 | 49,92 / 100,00  | 15,71 |
|                         | Partido Social Democrata       | 2 315 | 40,24 / 100,00  | 13,72 |
|                         | Partido Popular                | 296   | 5,15 / 100,00   | 0,82  |
|                         | Coligação Democrática Unitária | 92    | 1,60 / 100,00   | 0,43  |
|                         | Outros                         | 90    | 1,57 / 100,00   |       |
| Votos Inválidos         | Votos Inválidos                | 88    | 1,53 / 100,00   | 0,97  |
| Total                   | Total                          | 5 753 | 100,00 / 100,00 |       |
| Eleitorado/Participação | Eleitorado/Participação        | 8 995 | 63,96 / 100,00  | 2,04  |

### Valpaços
| Partido                 | Partido                  | Votos  | %               | +/-   |
| ----------------------- | ------------------------ | ------ | --------------- | ----- |
|                         | Partido Social Democrata | 6 273  | 55,93 / 100,00  | 13,33 |
|                         | Partido Socialista       | 3 325  | 29,65 / 100,00  | 11,88 |
|                         | Partido Popular          | 1 019  | 9,09 / 100,00   | 2,69  |
|                         | Outros                   | 363    | 3,23 / 100,00   |       |
| Votos Inválidos         | Votos Inválidos          | 235    | 2,10 / 100,00   | 0,51  |
| Total                   | Total                    | 11 215 | 100,00 / 100,00 |       |
| Eleitorado/Participação | Eleitorado/Participação  | 22 030 | 50,91 / 100,00  | 4,93  |

### Vila Pouca de Aguiar
| Partido                 | Partido                        | Votos  | %               | +/-   |
| ----------------------- | ------------------------------ | ------ | --------------- | ----- |
|                         | Partido Social Democrata       | 4 004  | 47,02 / 100,00  | 12,66 |
|                         | Partido Socialista             | 3 418  | 40,14 / 100,00  | 13,39 |
|                         | Partido Popular                | 513    | 6,02 / 100,00   | 1,27  |
|                         | Coligação Democrática Unitária | 152    | 1,78 / 100,00   | 0,46  |
|                         | Outros                         | 229    | 2,68 / 100,00   |       |
| Votos Inválidos         | Votos Inválidos                | 200    | 2,35 / 100,00   | 0,39  |
| Total                   | Total                          | 8 516  | 100,00 / 100,00 |       |
| Eleitorado/Participação | Eleitorado/Participação        | 16 229 | 52,47 / 100,00  | 0,54  |

### Vila Real
| Partido                 | Partido                        | Votos  | %               | +/-   |
| ----------------------- | ------------------------------ | ------ | --------------- | ----- |
|                         | Partido Socialista             | 12 553 | 43,24 / 100,00  | 15,40 |
|                         | Partido Social Democrata       | 12 110 | 41,71 / 100,00  | 15,69 |
|                         | Partido Popular                | 2 578  | 8,88 / 100,00   | 3,36  |
|                         | Coligação Democrática Unitária | 721    | 2,48 / 100,00   | 0,97  |
|                         | Outros                         | 574    | 1,97 / 100,00   |       |
| Votos Inválidos         | Votos Inválidos                | 496    | 1,71 / 100,00   | 0,39  |
| Total                   | Total                          | 29 032 | 100,00 / 100,00 |       |
| Eleitorado/Participação | Eleitorado/Participação        | 42 495 | 68,32 / 100,00  | 0,13  |